# 志太広域事務組合
志太広域事務組合（しだこういきじむくみあい）は、静岡県焼津市及び藤枝市の2市が設立している一部事務組合。

## 概要
1972年（昭和47年）6月、焼津市・藤枝市・大井川町・岡部町の2市2町がごみ処理施設の設置及び管理を共同で行なうために「志太二市二町環境整備組合」として設立された。その後、し尿処理施設などの建設・管理業務に加えて、1978年（昭和53年）には斎場の整備・運営事務なども業務に追加された。1987年（昭和62年）から地域の看護師不足などに対応するため榛原町・相良町・吉田町・御前崎町と協議を行ない、看護師養成の事務を受託。1988年（昭和63年）9月に「志太広域事務組合」へと改称した。その後の市町村合併などに伴い、現在では焼津市と藤枝市によって運営されている。

### 事務所
- 静岡県藤枝市岡部町岡部6番地の1(藤枝市岡部支所2階)

### 事務内容
- ふるさと市町村圏計画の策定及び同計画の実施についての連絡調整に関する事務
- ごみ処理施設の建設、設置及び管理並びにごみ等の処分等に関する事務
- 最終処分場の建設、設置及び管理に関する事務（高柳清掃工場・一色清掃工場）
- 斎場の建設、設置及び管理に関する事務（志太広域事務組合斎場）
- し尿処理施設の建設、設置及び管理に関する事務
- 看護専門学校の建設、設置及び管理に関する事務
- 常備消防に関する事務[3]

### 組織
- 組合議会
  - 議員定数：16人（焼津市：8人、藤枝市：8人）
- 組合執行機関
  - 管理者：1人（藤枝市長）
  - 副管理者：2人
  - 会計管理者：1人
  - 監査委員：2人

## 常備消防事務

### 概要
- 消防本部：藤枝市稲川200番地の1
- 消防本部名称：志太広域事務組合志太消防本部
- 管内面積：260.65km2
- 消防署2カ所

### 沿革
- 焼津市消防本部
  - 1955年（昭和30年）1月1日 - 焼津市消防本部および焼津市消防署を開設する。
  - 1958年（昭和33年）7月21日 - 南分遣所を開設する。
  - 1958年（昭和33年）9月1日 - 北分遣所を開設する。
  - 1967年（昭和42年）5月 - 指令車を救急車の代替として救急業務を開始する。
  - 1968年（昭和43年）1月26日-  救急自動車を消防署に配置する。
  - 1969年（昭和44年）3月11日 - 南分遣所が移転のうえ業務開始する。
  - 1970年（昭和45年）11月14日 - 救急車のサイレンをピーポーサイレンに切り替える。
  - 1974年（昭和49年）4月1日 - 大井川町の常備消防業務を受託し、大井川分署（仮分署）を開設する。南分遣所を小川分署に、北分遣所を駅北分署に改称する。
  - 1974年（昭和49年）12月3日 - 大井川分署が仮分署から移転のうえ業務開始する。
  - 1975年（昭和50年）8月12日 - 駅北分署を廃止する。消防本部が移転する。
  - 1979年（昭和54年）7月11日 - 東名高速道路下り線の日本坂トンネル内で車両火災が発生。焼津口からの消火活動を行う。
  - 1980年（昭和55年）6月1日 - 小川分署を消防署に、消防署を新屋分署に改称する。
  - 1984年（昭和59年）11月6日 - 東分署を開設し、新屋分署を廃止する。
  - 1995年（平成7年）12月21日 - 高規格救急車を消防署へ配置する。
  - 1996年（平成8年）4月1日 - 高規格救急車の正式運用を開始する。
  - 1998年（平成10年）4月1日 - 焼津市消防防災局に改称する。
  - 1999年（平成11年）3月1日 - 消防防災訓練センターが竣工する。
  - 1999年（平成11年）3月30日 - 消防防災局の業務を消防防災センターで開始する。
  - 2005年（平成17年）4月1日 - 大井川分署が新庁舎にて業務開始する。
  - 2008年（平成20年）11月1日 - 志太郡大井川町の編入に伴い、常備消防業務を廃止する。
  - 2009年（平成21年）4月1日 - 大井川分署を大井川消防署に格上げし、焼津市消防署を焼津消防署・東分署を焼津消防署東分署へ改称。
  - 2011年（平成23年）3月11日 - 東日本大震災に緊急消防援助隊を派遣した。
  - 2012年（平成24年）4月1日 - 再び焼津市消防本部に改称する。
- 藤枝市消防本部
  - 情報なし
- 志太広域事務組合志太消防本部
  - 2013年（平成25年）3月31日　焼津市消防本部と藤枝市消防本部を統合して志太広域事務組合志太消防本部が発足。
  - 2015年（平成27年）3月25日　同本部にある特別救助隊2隊のうち藤枝消防署の1隊を高度救助隊に格上げした。合わせて藤枝消防署の救助工作車も更新された。
  - 2018年（平成29年）4月1日　焼津消防署の特別救助隊を高度救助隊に格上げした。合わせて焼津消防署の救助工作車も更新された。これにより同本部の高度救助隊は2隊となった。

### 組織
- 消防本部
  - 消防総務課 - 総務担当、管理担当、警防担当、地域消防担当
  - 予防課 - 予防担当、指導担当、危険物担当
- 通信指令センター
  - 消防指導課 - 庶務担当、地域消防担当、予防指導担当
  - 情報指令課 - システム担当、情報指令第1～3
- 消防署（2署）

### 消防署
| 消防署     | 住所            | 分署                                       |
| ---------- | --------------- | ------------------------------------------ |
| 藤枝消防署 | 藤枝市稲川200-1 | 北:藤枝市横内515-8 南:藤枝市田沼3-11-22    |
| 焼津消防署 | 焼津市石津728-2 | 東:焼津市焼津6-5-18 大井川:焼津市宗高909-1 |